# Kopiszcze
Kopiszcze (biał. Копішча; ros. Копище, Kopiszcze) – wieś na Białorusi, w obwodzie mińskim, w rejonie mińskim, w sielsowiecie Borowlany. Sąsiaduje z Mińskiem, a w samej wsi powstaje już zabudowa typowo miejska (bloki mieszkalne).
Dawniej trzy małe zaścianki. W granicach Rosji miejscowość należała do ujezdu mińskiego w guberni mińskiej, a od 1919 roku do Białoruskiej SRR. W latach 1919–1920, po zajęciu przez Wojsko Polskie, znalazła się w okręgu mińskim pod Zarządem Cywilnym Ziem Wschodnich. Od 1938 roku wchodzi w skład obwodu mińskiego.